# Oy Bensow Ab
Oy Bensow Ab var ett finländskt företag.  
Företaget grundades 1889 i Helsingfors av den från Stockholm inflyttade affärsmannen Wilhelm Bensow (1864–1949). Bolaget bedrev rederirörelse, importerade råvaror, tillbehör och färdiga produkter av olika slag och fungerade genom sin bankiravdelning (grundad 1916) som valutabank och börsförmedlare. Företaget tillverkade även Solifermopederna. Aktiemajoriteten i företaget innehades sedan 1930-talet av Robert Jansson, som 1985 sålde företaget till Mancon Oy. Oy Bensow Ab gick i konkurs 1989.